# Langwijk
Langwijk of Langwyck is een veenborg bij het dorp Westerbroek in de Nederlandse provincie Groningen. Het is naast Vaartwijk de enige overgebleven veenborg van Westerbroek.

## Bouwwerk
Het huis bestaat uit een gedeeltelijk onderkelderd en omgracht pand met een door ionische pilasters omlijste ingang in het midden. Het pand wordt gedekt door een schilddak met schoorstenen op de hoeken en daartussen een balustrade. Het pand is sinds 1974 aangewezen als rijksmonument.
Het huis ligt parallel aan de Nevelslaan en is aan voorzijde bereikbaar via een lange door bomen omzoomde oprijlaan vanaf het Winschoterdiep (Rijksweg West). Achter het huis ligt een lange vijver in het verlengde van het huis. 
Aan de oostzijde stond tot eind 20e eeuw een bijbehorend bakhuis en aan westzijde een bijschuur. Deze zijn net als een vroeg 20e-eeuwse schuur achter de woning gesloopt. 

## Geschiedenis
De borg werd vermoedelijk in 1780 gebouwd op de fundamenten van een ouder gebouw door een familie van verveners. De veenborg lag ten westen van de later gesloopte veenborgen Veenlust (Veenzigt), Meerzigt en Tilborg en ten oosten van de veenborgen Vaartwijk en Vredelust.
De veenborg is zichtbaar op de Hottingerkaart van ongeveer 1790. De eerste vermelding van de veenborg dateert uit 1800, toen Sara Wilhelmina van Maneil en Walrad Otto van Hugenpoth tot den Berenclauw de bewoners waren. Het pand was toen in handen van veenbaron Abraham van Wijlick Bellinga. Deze verkocht het in 1815 aan Albert Cornelis Meijer.
Bij de herenbehuizing hoorde toen een schuur, plantages (tuinen) met 'petit' grand canal, grachten, singels, zomerhuis, weides en venen en een kerkgestoelte in de kerk van Westerbroek.
Rond 1830 kwam de veenborg wederom in de verkoop, maar nadat diverse pogingen mislukten werd het bos rondom de veenborg gekapt en werd de veenborg in 1831 op afbraak verkocht. Koper Jelle Jans van Dijken sloopte de veenborg echter niet, maar verbouwde het vermoedelijk. Volgens een beschrijving was de veenborg in die tijd namelijk op haar hoogtepunt qua aanzien en omvang. Van Dijken was vervener en landbouwer en kocht begin 19e eeuw veel land aan rond Westerbroek en Scharmer. Na zijn dood in 1863 erfde zijn dochter Lena het goed. Zij trouwde met reder Lucas Franciscus Nevels, naar wie vermoedelijk de naastgelegen Nevelslaan is vernoemd (officieel vastgesteld in 1930). In 1906 verkocht zij het goed aan haar kleinzoon Lucas Franciscus Marrink. Het landgoed verkeerde toen al in sterk verval. Zo werden vanaf ongeveer 1900 de grachten steeds verder dichtgegooid met afval. In 1924 werd er een nieuwe 33 meter lange schuur achter het huis gebouwd over de dichtgegooide gracht aan achterzijde.
Na het overlijden van Lucas Franciscus en zijn vrouw Aaltje Boer, werden in 1967 zijn zoon Simon Kornelis en zijn vrouw Jantje Vos de hoofdbewoners. Zij vertrokken echter in 1971 naar een huis genaamd Klein Langwijk en werden als bewoners opgevolgd door hun zoon Lucas Franciscus en zijn vrouw Nellie de Jong.
Na hun vertrek in 1991 werd het toen zwaar vervallen pand gekocht door de historicus Marnix F. Westers, die het in hetzelfde jaar wist te laten aanwijzen als landgoed onder de Natuurschoonwet. De nieuwe eigenaar liet het pand opknappen en de tuin onder architectuur van Els van der Laan herstellen tot het symetrische landgoed van vóór de verkoop van 1830, waarbij ook het 'petit' grand canal werd hersteld.
In 1999 bleek dat veel bomen ziek werden en bracht de toenmalige echtgenote van Westers een onderzoek op gang naar de zich tegenover de woning bevindende vestiging van het chemiebedrijf PPG Industries. De uitlaatgassen van deze fabriek zouden een giftige 'zure mist' doen neerdalen die naast zieke bomen ook gezondheidsklachten bij mensen zou veroorzaken. Het bedrijf werd daarop genoodzaakt om filters tegen de uitstoot van deze gassen te installeren.
In 2012 wist Westers toestemming te krijgen om de oude schuur achter het voorhuis te slopen en er een 11 meter lange 'historisch verantwoorde' vierkante aanbouw voor terug te laten plaatsen. Sindsdien wordt het huis ook wel 'Langwyck' genoemd.

## Afbeeldingen
Exterieur

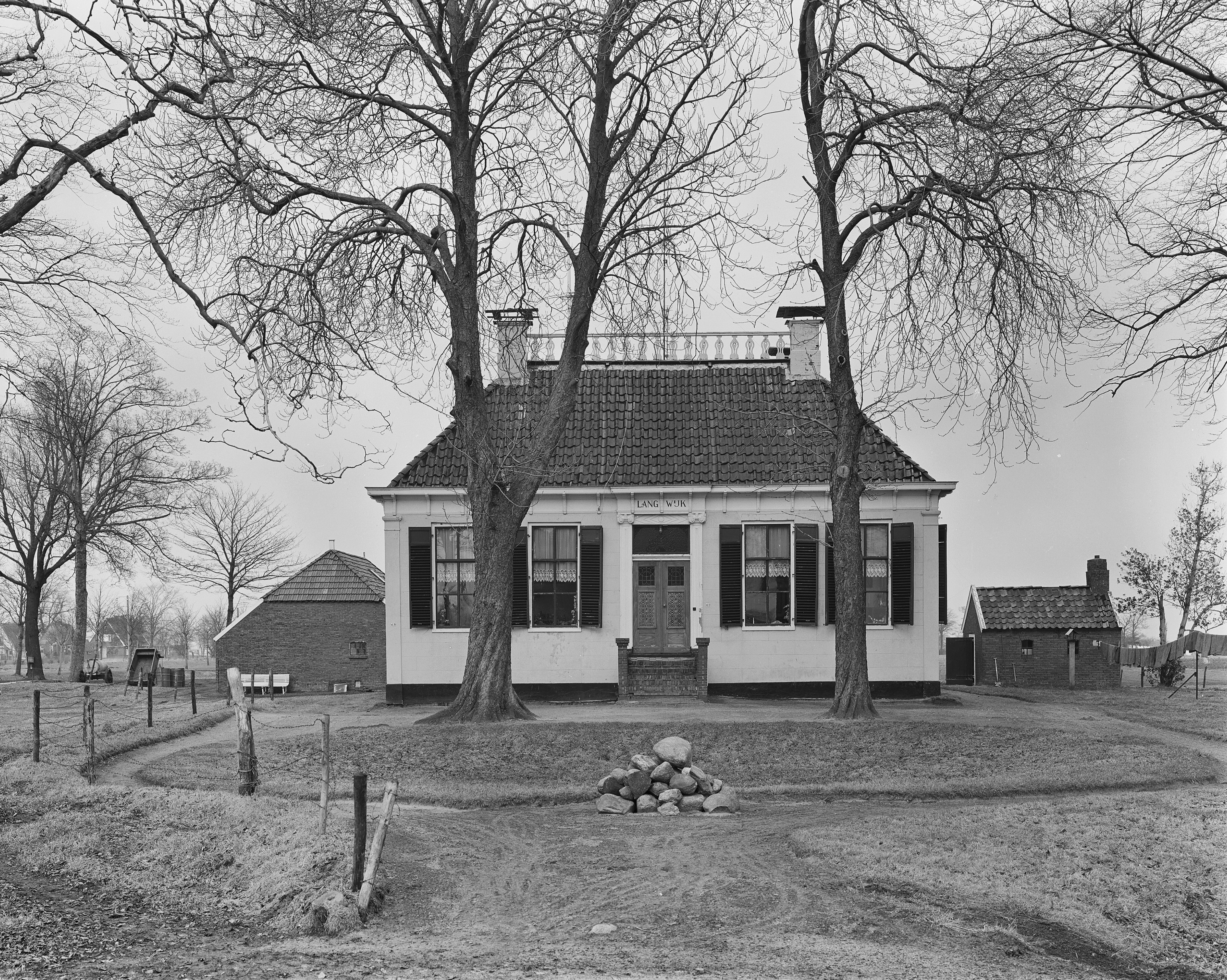
Vooraanzicht met bijschuur en bakhuis in 1970
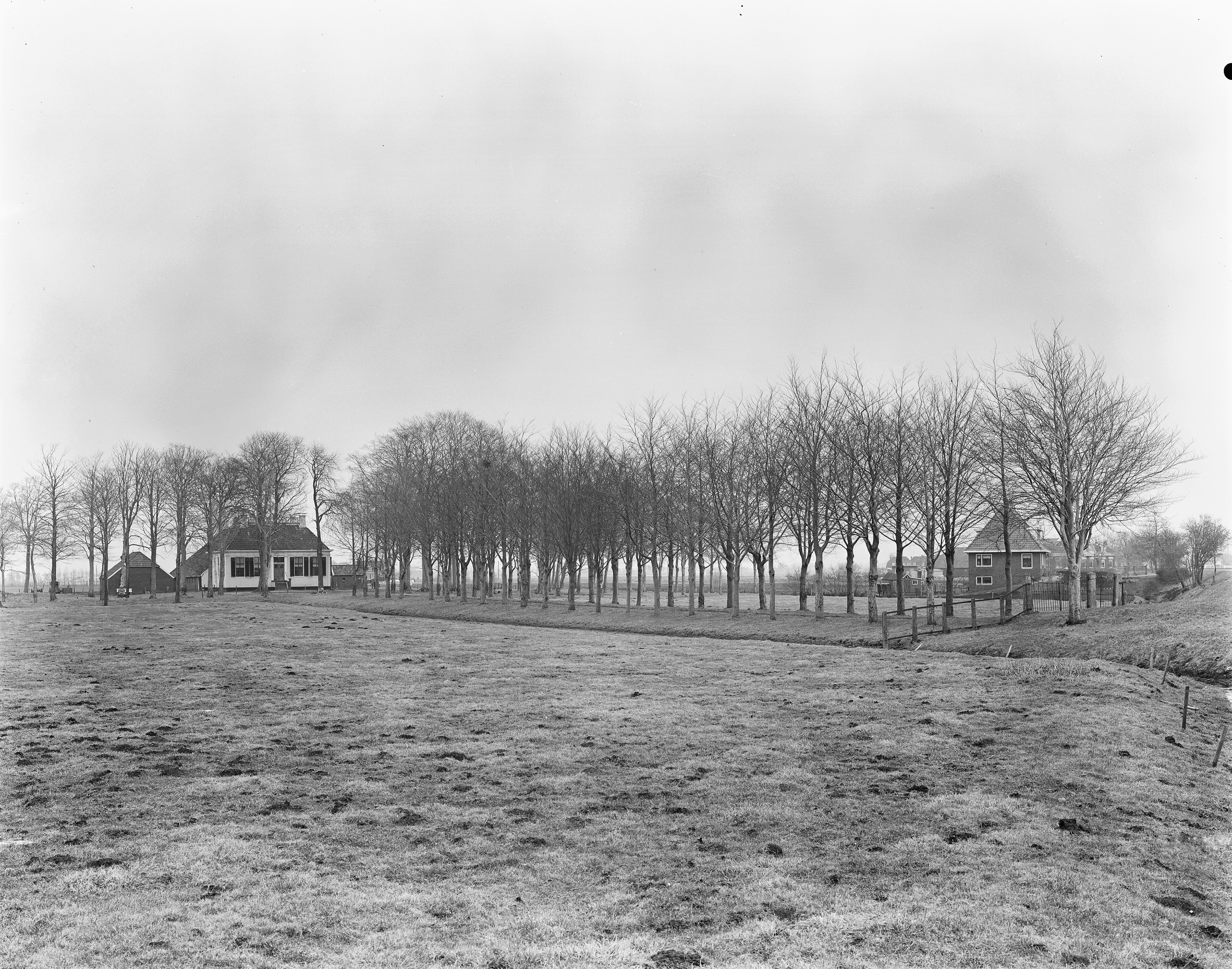
Huis en oprijlaan in 1970
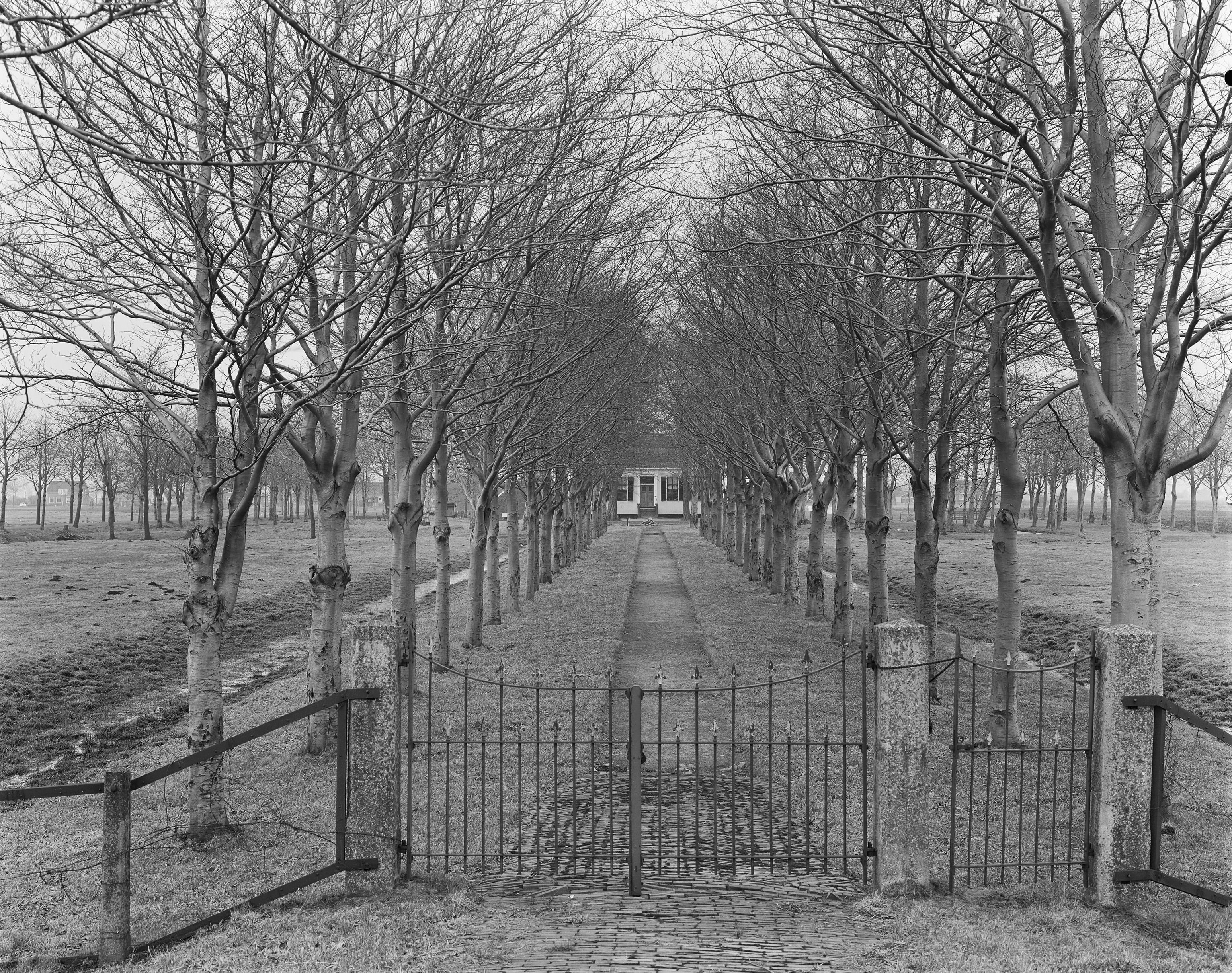
Oprijlaan in 1970
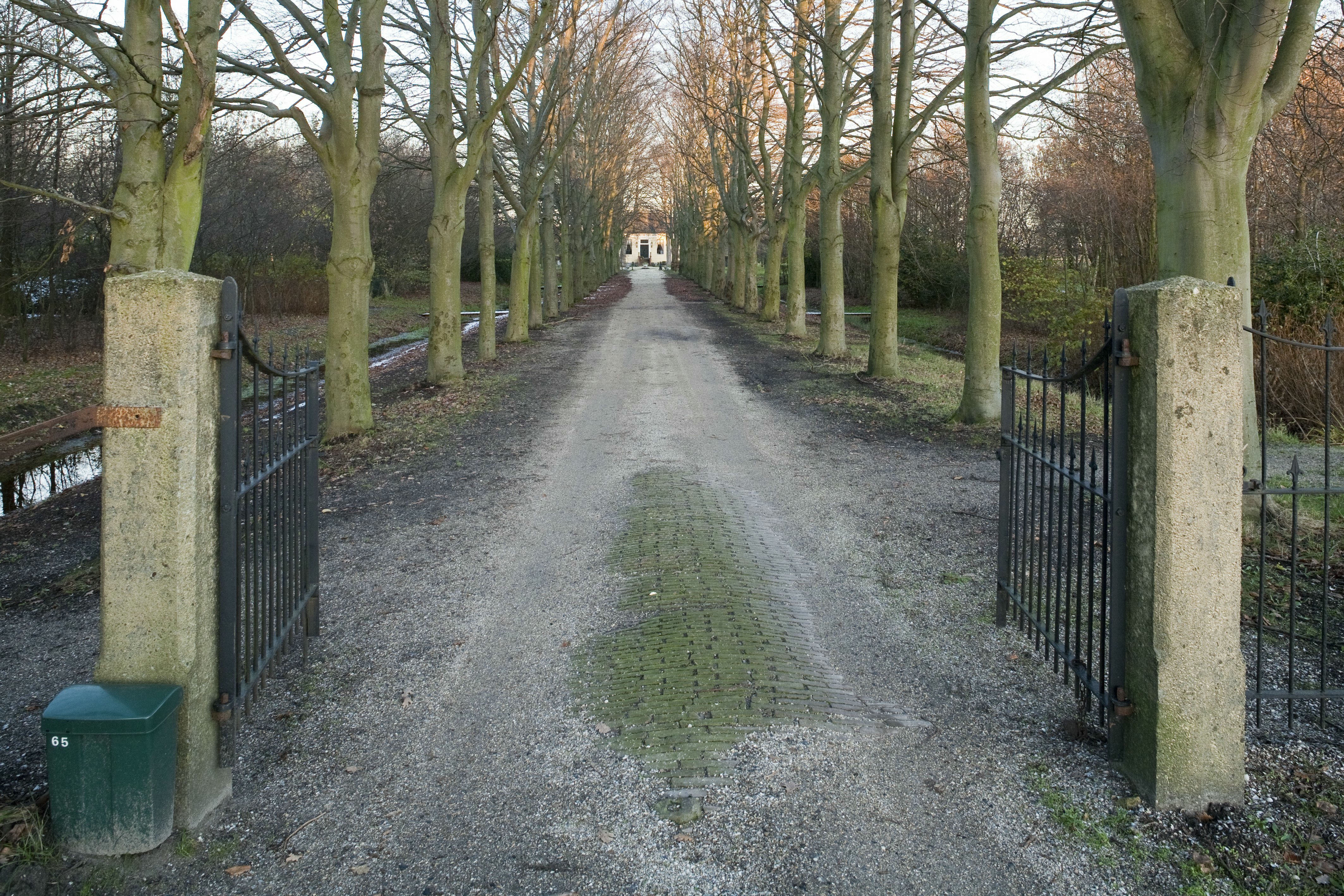
Oprijlaan in 2008
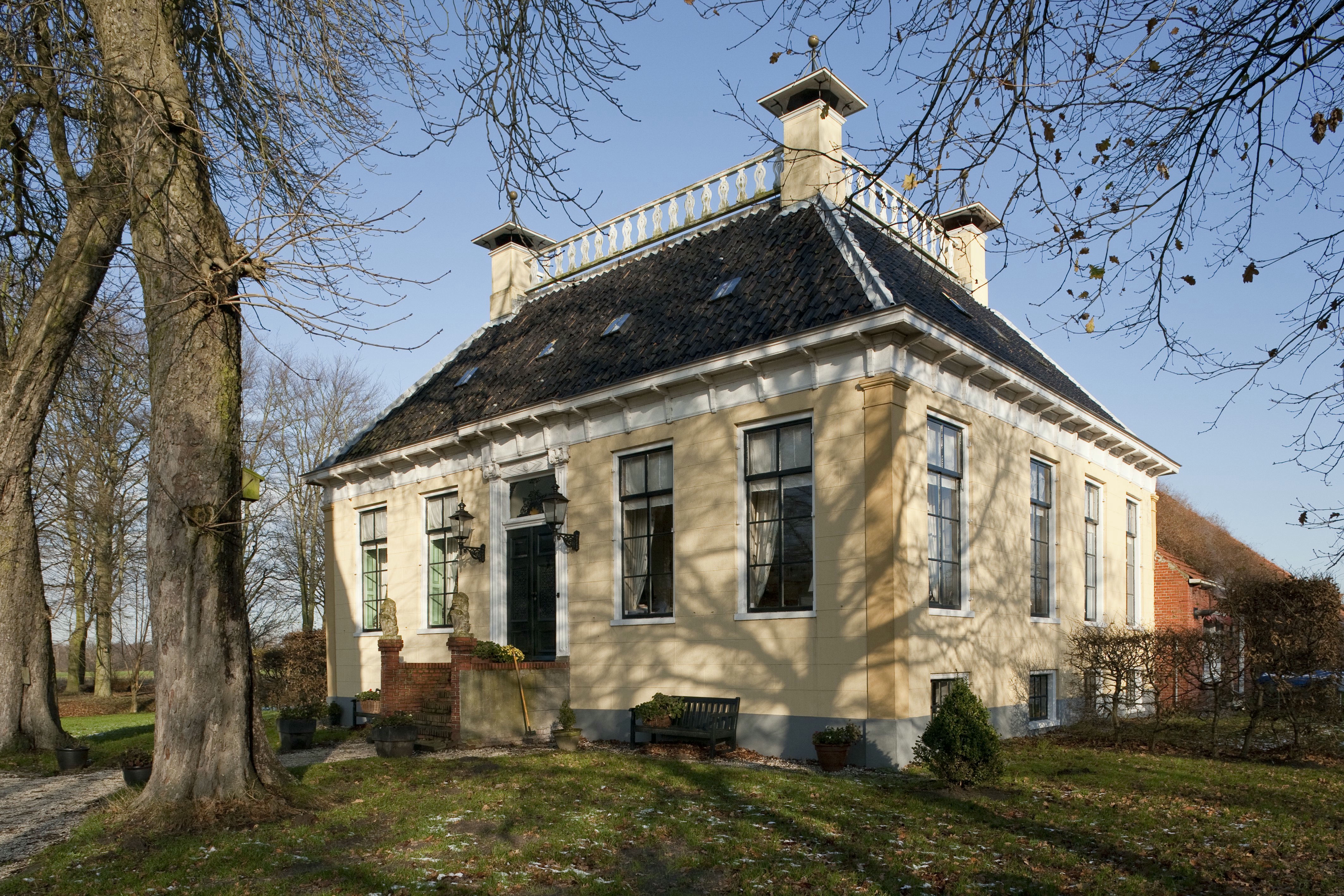
Voorhuis
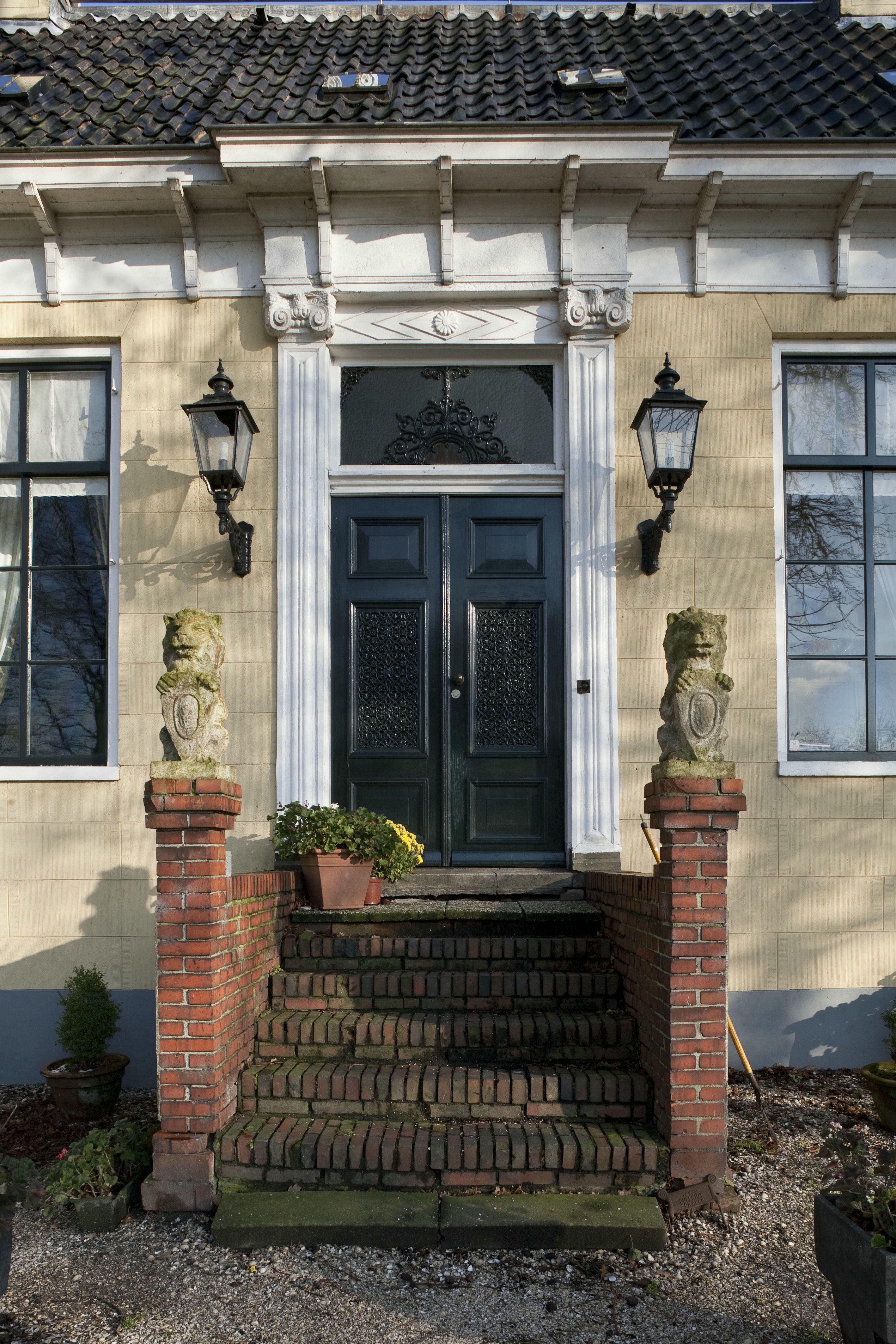
Ingangspartij met buitentrap, wapenleeuwen en hanglantaarns. De wapenleeuwen werden later herplaatst voor de uitbouw uit 2013.
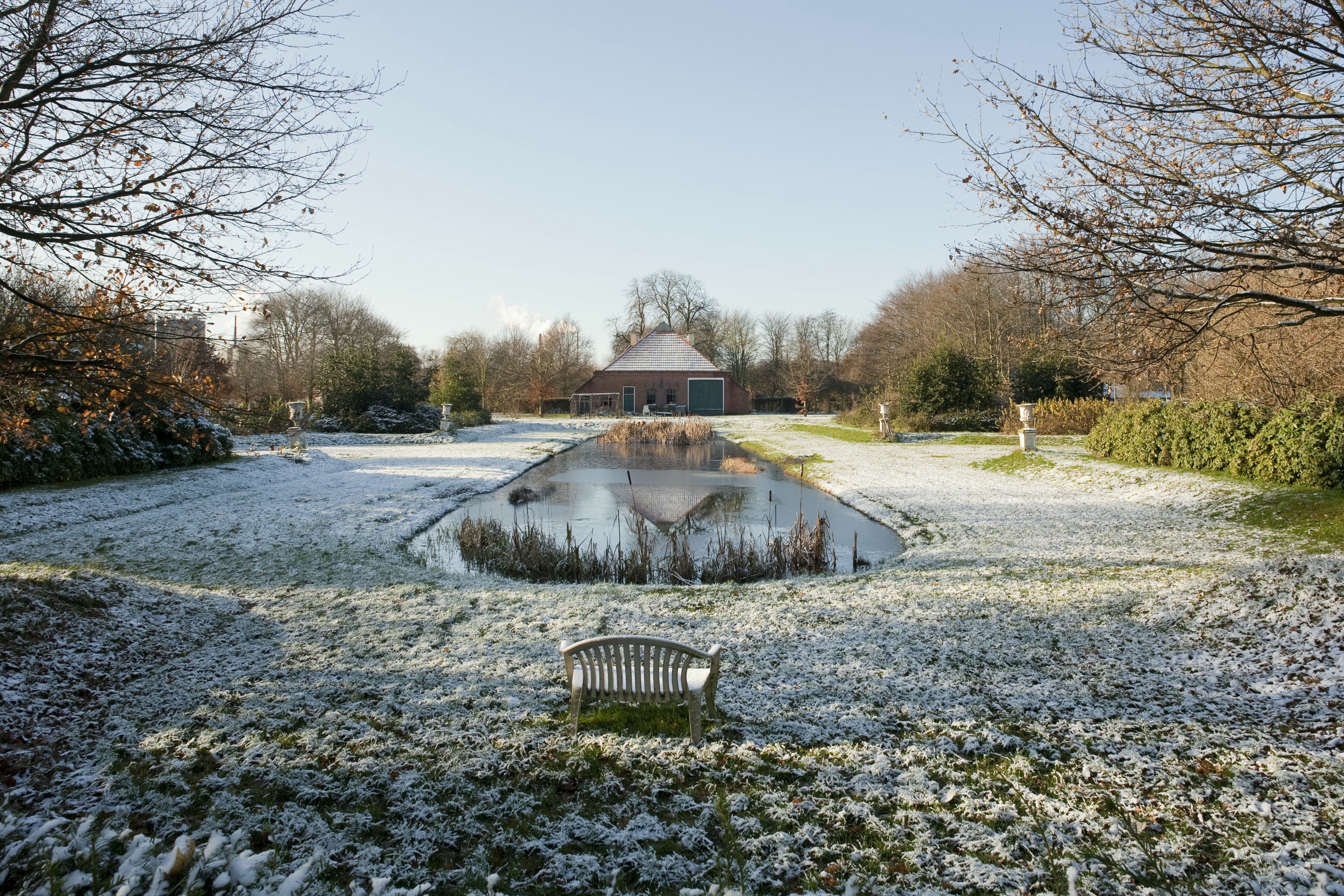
Het 'petit' grand canal achter het huis in 2008, vóór de sloop van de schuur
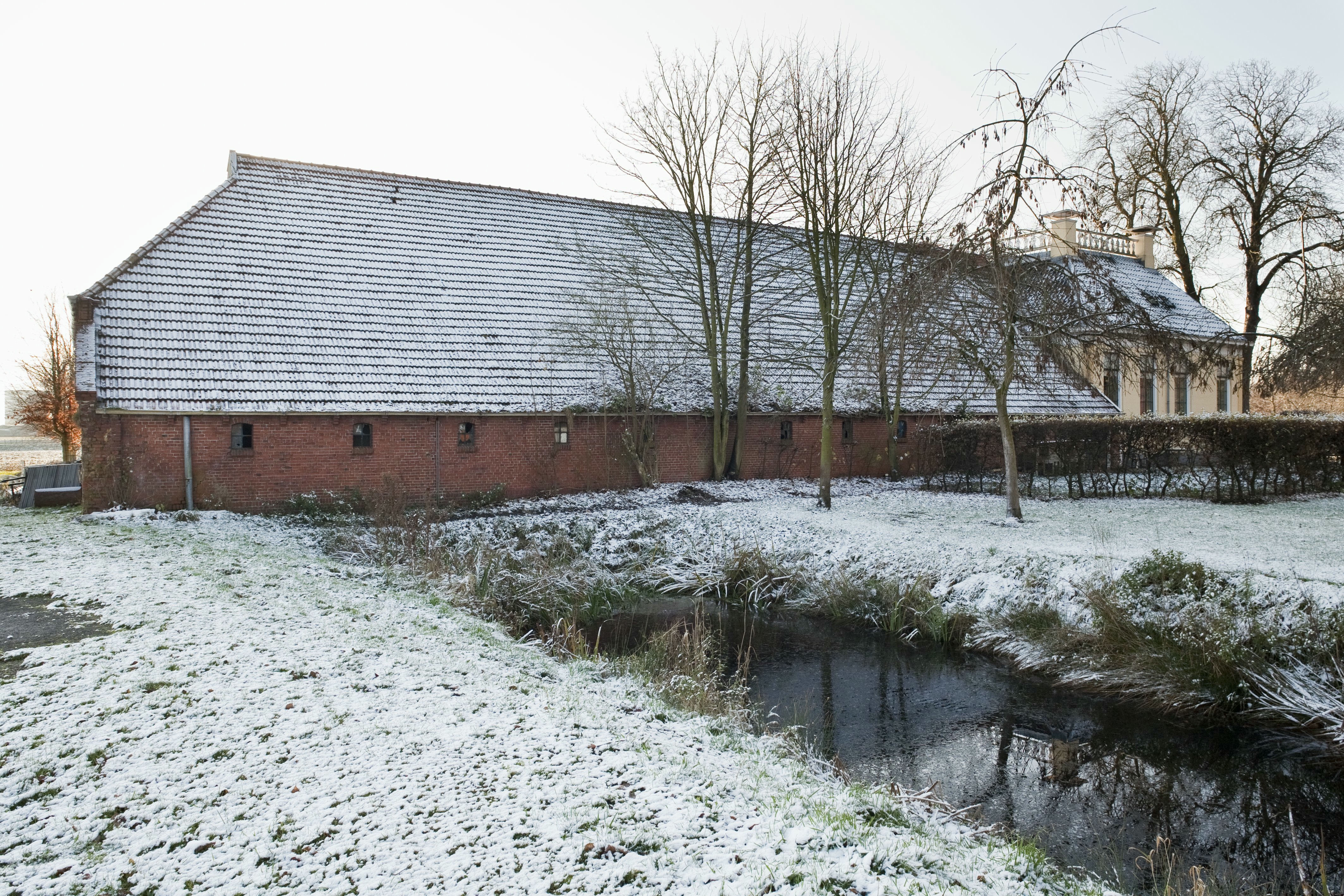
Zijaanzicht van de in 2012 gesloopte schuur, die deels boven de gedempte gracht was gebouwd
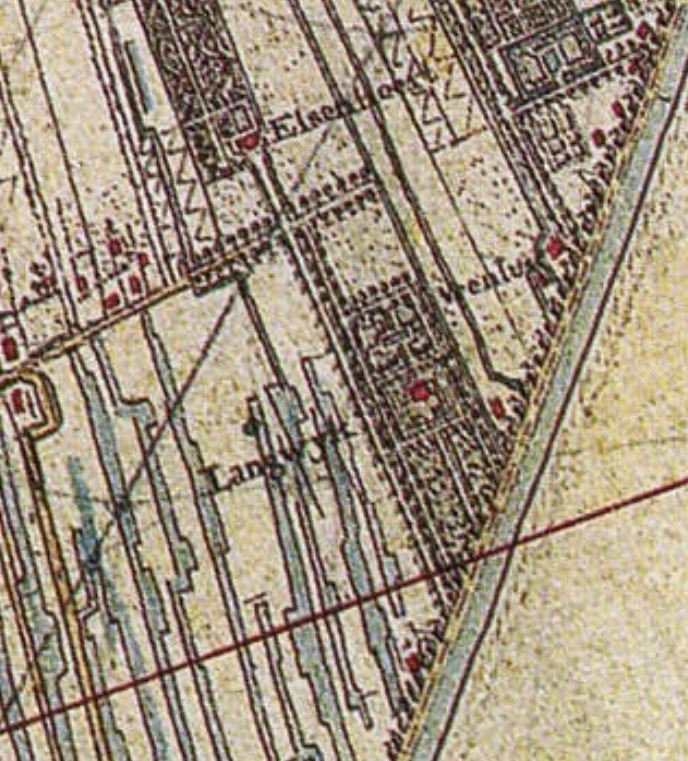
De veenborg op de kaart van Hottinger (ca. 1790)

Interieur

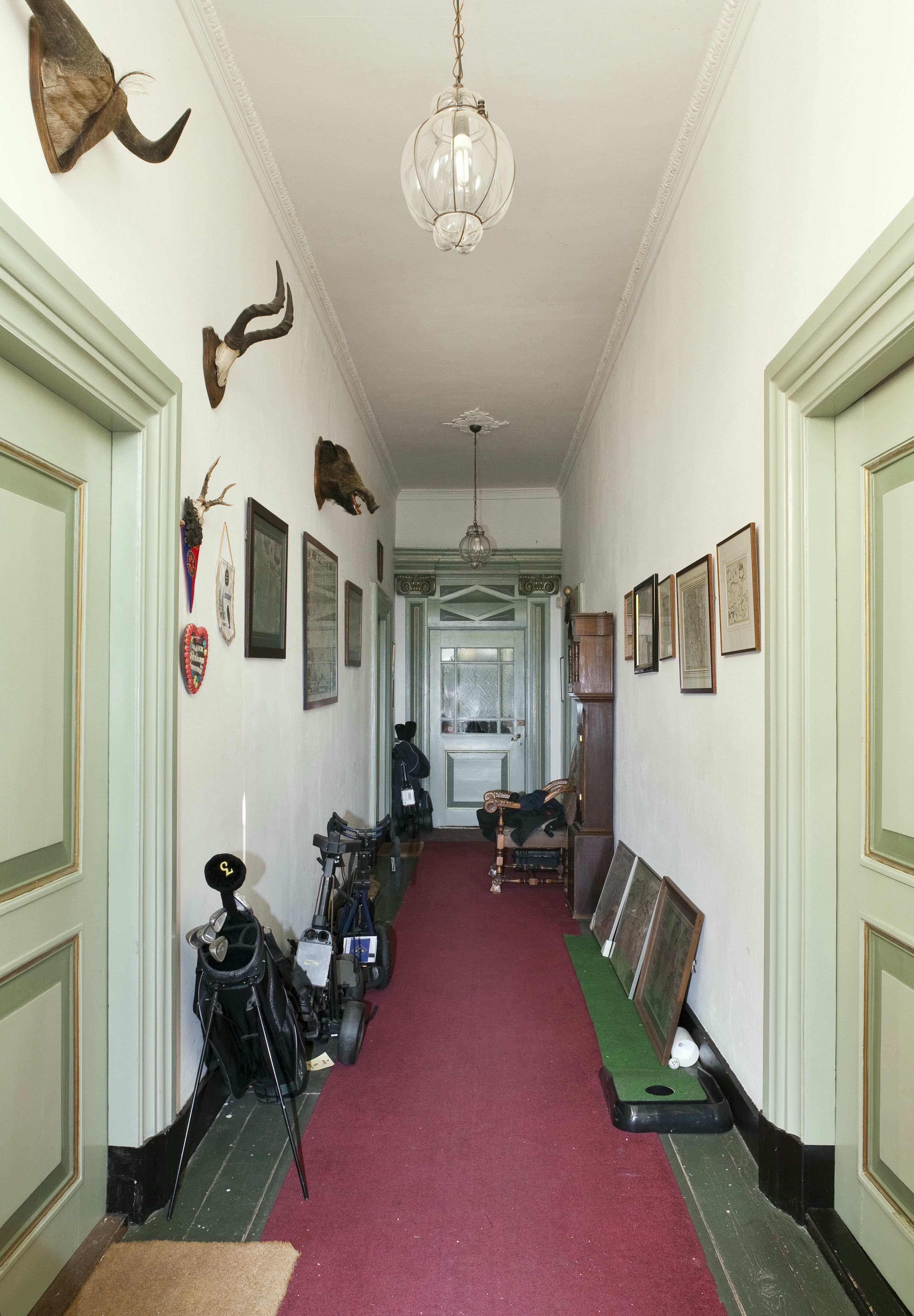
Gang gezien vanaf de ingang (2008)
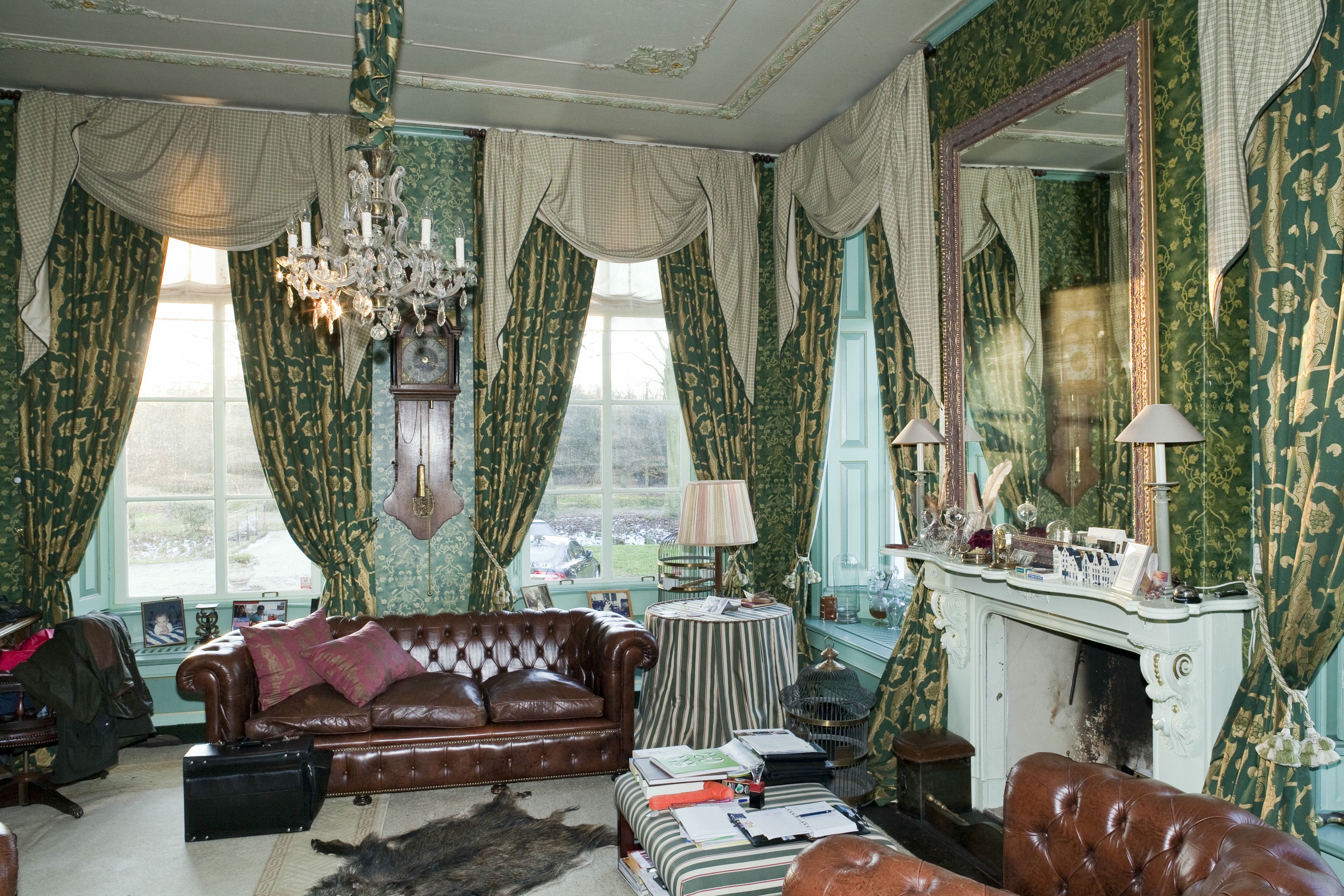
Voorkamer met schouw (2008)
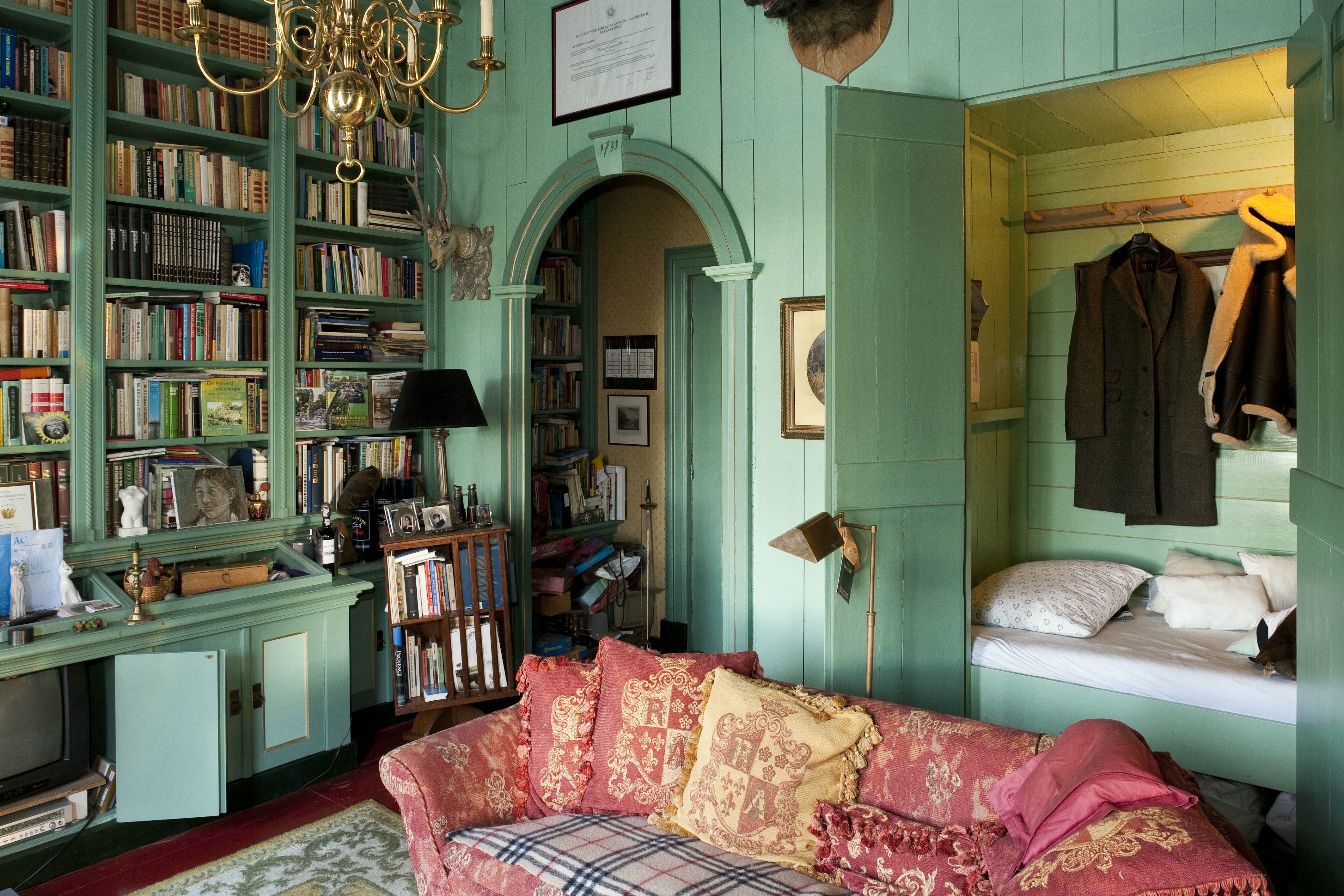
Achterkamer met boekenkast en bedstede (2008)
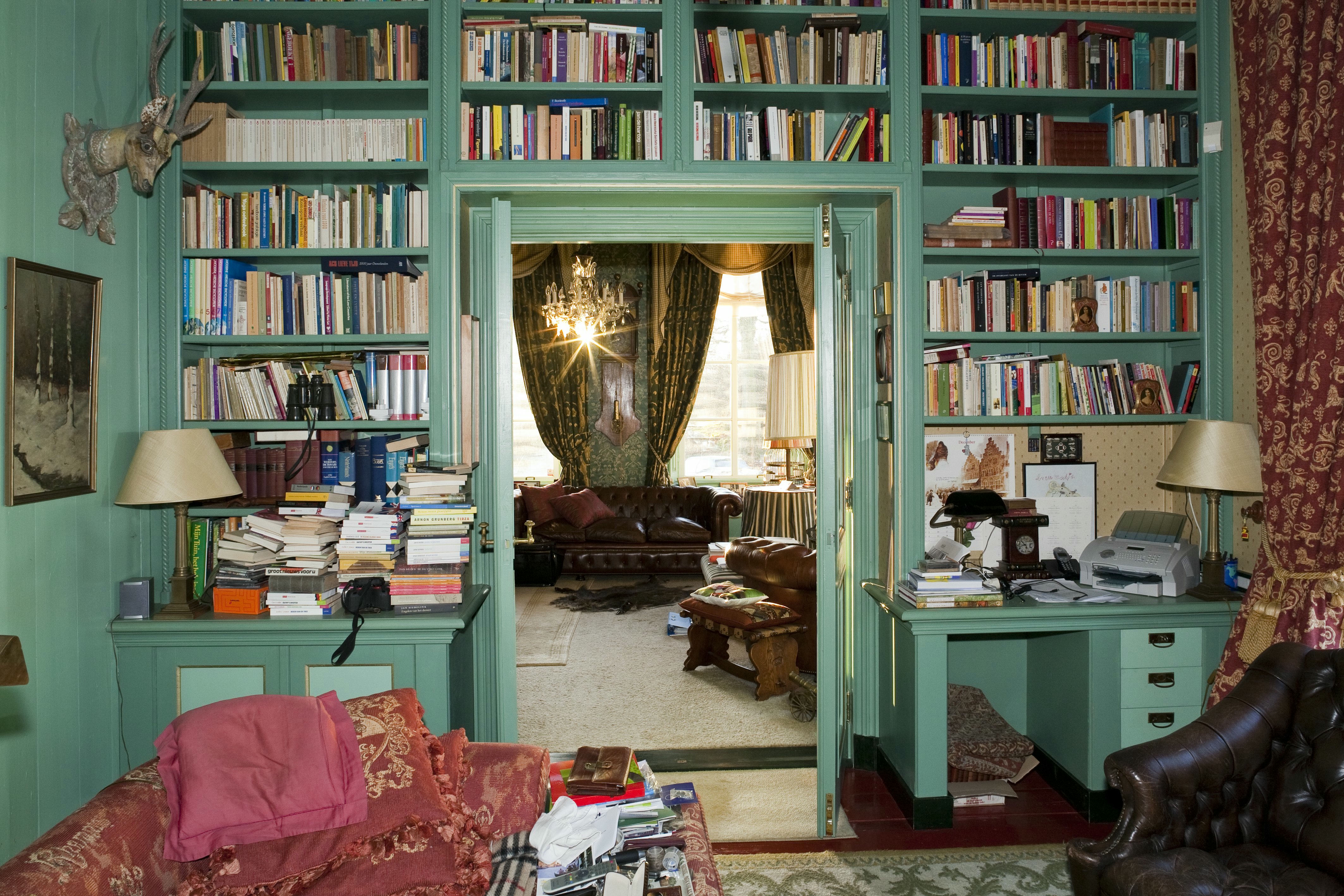
Doorkijkje vanaf de achterkamer naar de voorkamer (2008)
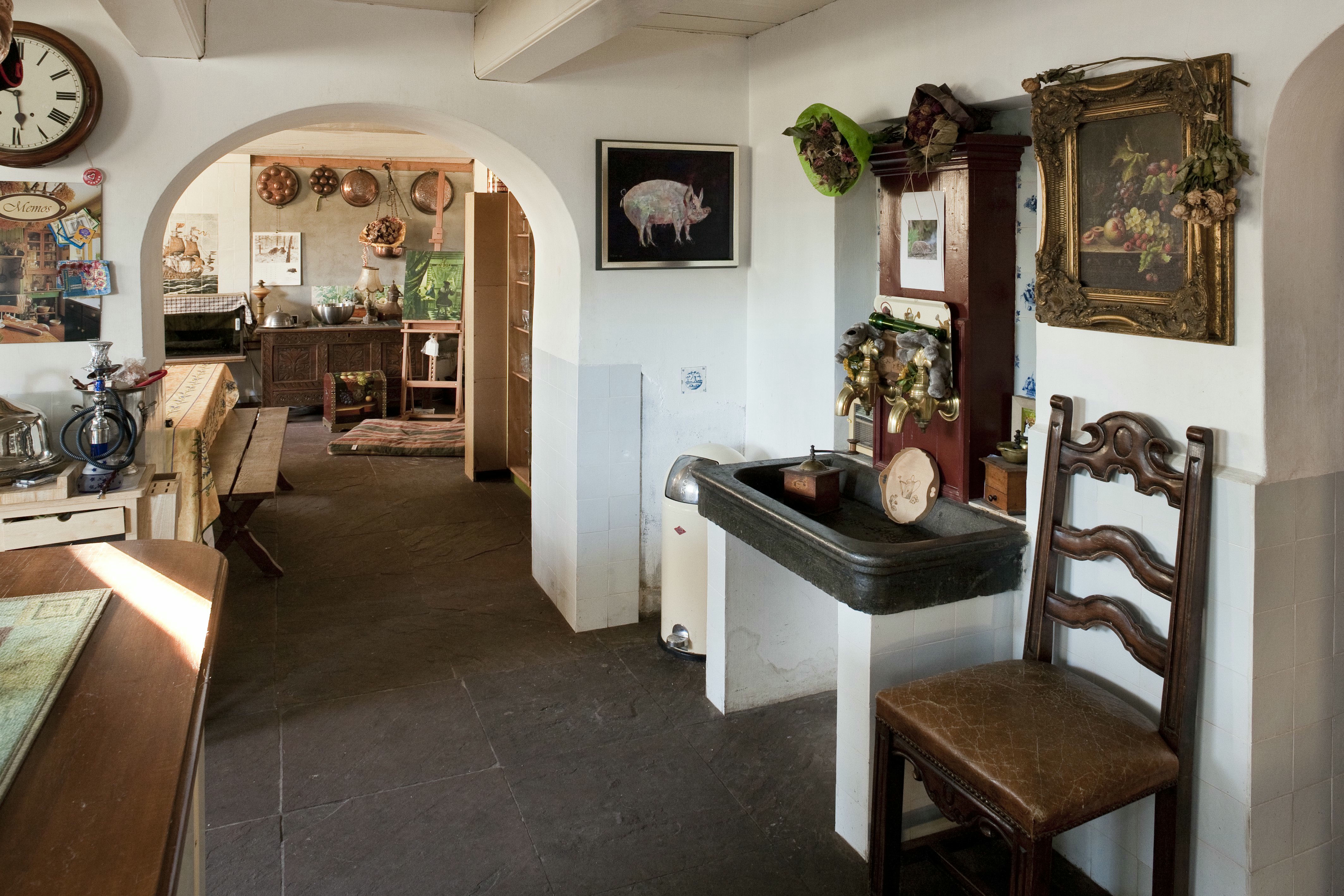
Deels tot keuken ingerichte kelder (2008)
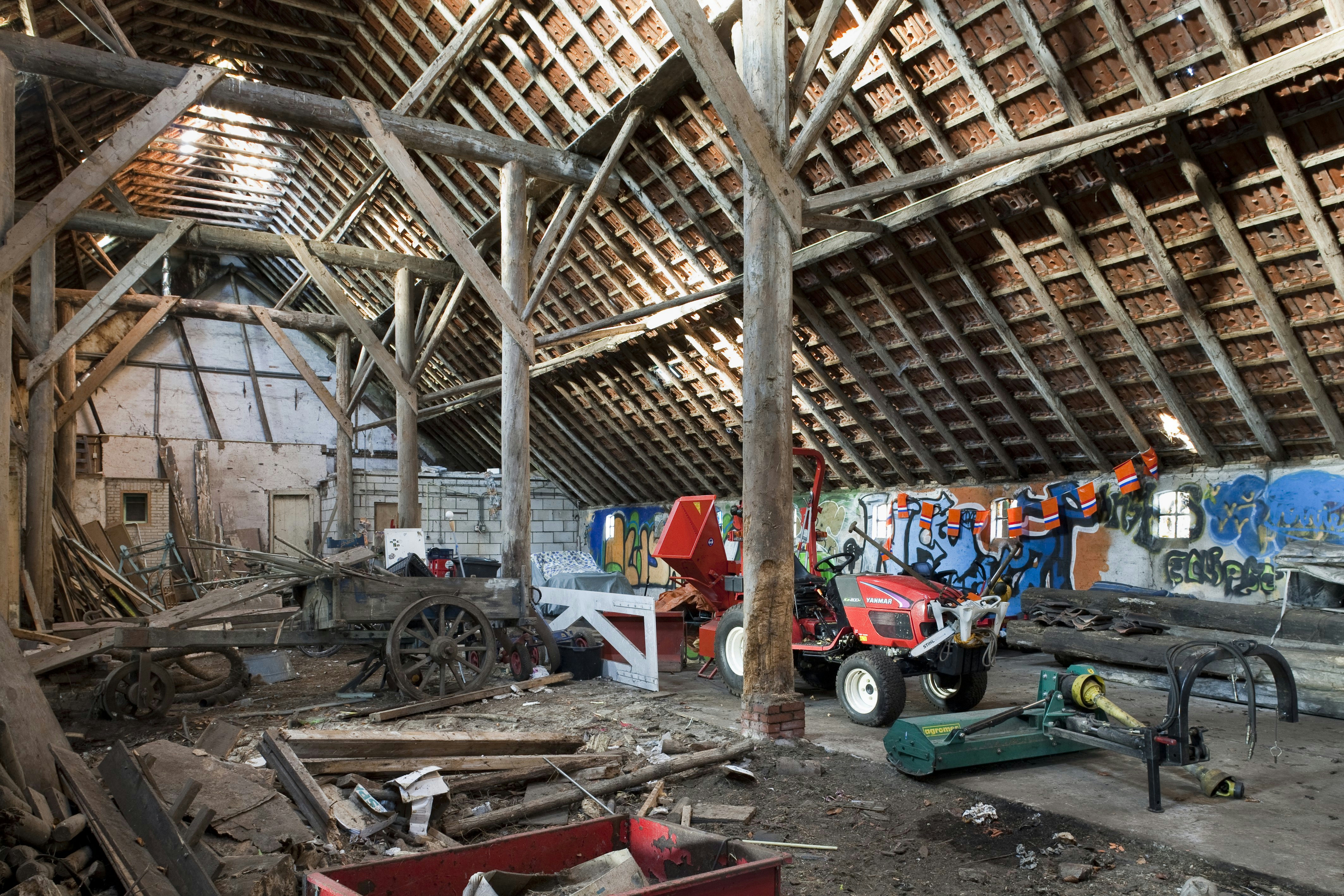
Binnenaanzicht van de in 2012 gesloopte schuur (2008)
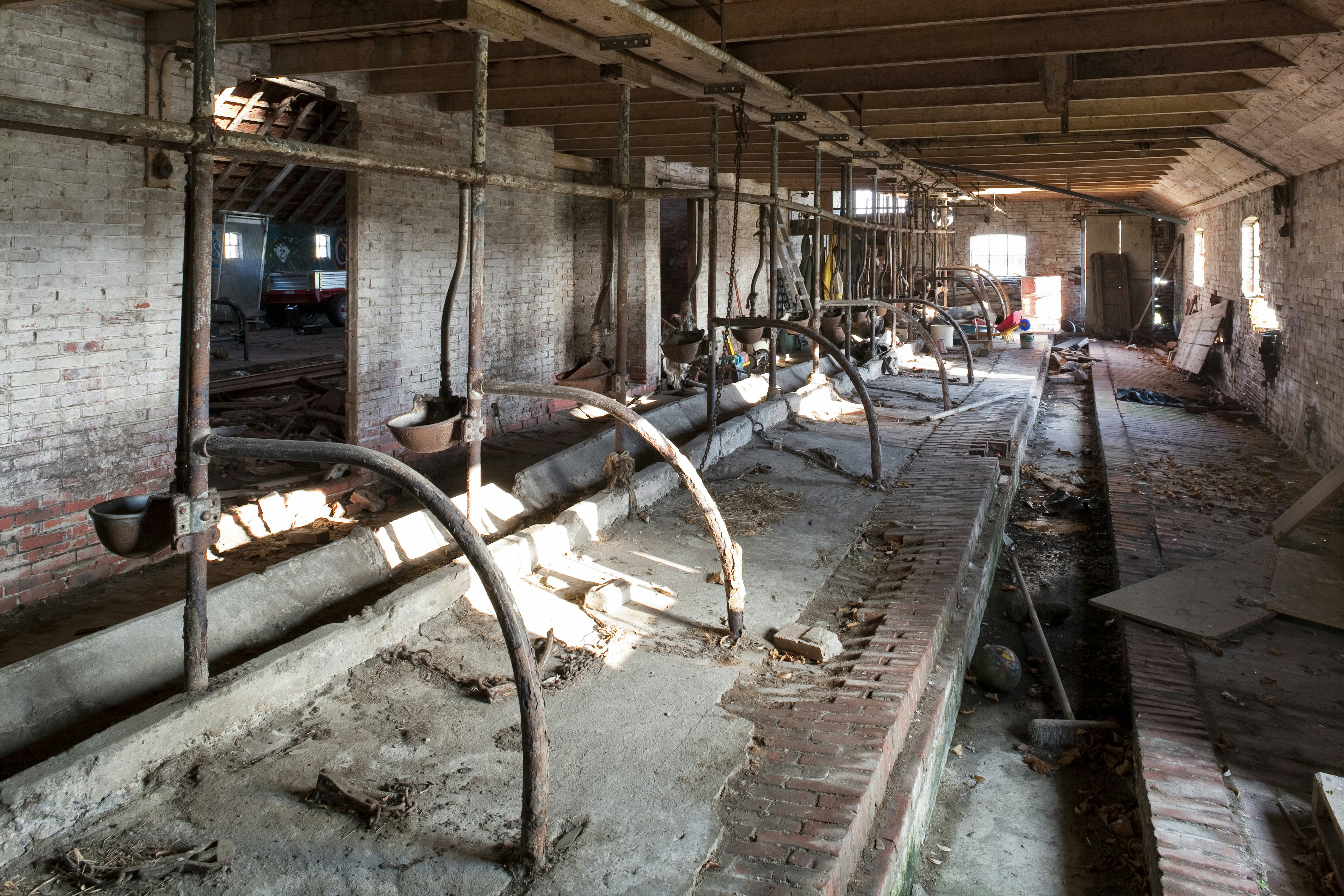
Binnenaanzicht gesloopte koestal (2008)